# René Guay

Bischofswappen von René Guay

René Guay (* 4. September 1950 in Saint-Thomas-Didyme, Québec, Kanada) ist ein kanadischer Geistlicher und römisch-katholischer Bischof von Chicoutimi.

## Leben
René Guay empfing am 13. Juli 1975 das Sakrament der Priesterweihe.
Am 18. November 2017 ernannte ihn Papst Franziskus zum Bischof von Chicoutimi. Der Erzbischof von Québec, Gérald Cyprien Kardinal Lacroix ISPX, spendete ihm am 2. Februar 2018 die Bischofsweihe; Mitkonsekratoren waren der emeritierte Bischof von Chicoutimi, André Rivest, und der Bischof von Saint John, New Brunswick, Robert Harris.